# 范循
范循（？年—？年），四川順慶府南充縣人，明代永樂十三年進士。

## 生平[1]
永樂初進士，御史，陞任貴州僉事，克持憲紀，有古人的風範，參劾嬖倖獲罪，忠直之聲，聞於中外。
范循，南充人。永樂中進士，正統間累官貴州僉事。攝性耿介，嚴以自律，馭所部吏民，持法不少貸。風裁凝恪，教令肅然，人望而畏之，莫敢幹以私。